# موسی دومبیا (بازیکن فوتبال، زاده ۱۹۹۴)
موسی دومبیا (انگلیسی: Moussa Doumbia؛ زادهٔ ۱۵ اوت ۱۹۹۴) بازیکن فوتبال اهل مالی است.
از باشگاه‌هایی که در آن بازی کرده است می‌توان به باشگاه فوتبال روستوف اشاره کرد.
وی همچنین در تیم ملی فوتبال مالی بازی کرده است.